# Аренс, Иван Аполлонович
Иван Аполло́нович А́ренс (1824—1900) — тайный советник, интендант армии, действовавшей в русско-турецкую войну в 1877—1878 годах на Дунайском театре.

## Биография
Родился 7 (19) мая 1824 года и, по окончании в 1845 году курса юридических наук в Киевском университете, поступил на службу в канцелярию Киевского генерал-губернатора, а затем в течение четырнадцати лет служил в Юго-Западном крае.
В 1859 году Аренс был переведён на службу в интендантство, где и занимал последовательно должности чиновника особых поручений, обер-провиантмейстера, делопроизводителя и начальника отдельного окружного интендантского управления, помощника окружного интенданта и, наконец, интенданта в Одесском военном округе. На этом посту его и застала русско-турецкая война.
Вся исполнительная работа по первоначальным заготовлениям легла на одесское интендантство, как ближайшее к театру войны. Громадный размер заготовлений, спешность их, бездорожье в районе сосредоточения, отсутствие на месте и вблизи крупных центров торговли — все это потребовало от Аренса чрезвычайных усилий для достижения успеха. 2 ноября 1876 года Аренс получил телеграмму с извещением о мобилизации и назначении его интендантом действующей армии и приказание главнокомандующего немедленно приступить к формированию полевого интендантства, которое 8 ноября и открыло свои действия. Затем началась подготовка к походу за границу.
Конвенция с Румынией была заключена лишь за неделю до вступления русских войск в пределы княжества, и потому в руках полевого интендантства не было никаких способов для заблаговременного, официальным путём, использования местных средств в районе движения и сосредоточения русской армии к Дунаю; не было в его распоряжении и звонкой монеты для расплаты за границей. Все это создало для интендантства армии и войск большие затруднения, устранить которые предлагал целый сонм предпринимателей, стремившихся, конечно, лишь к наживе.
29 января 1877 года Аренс довёл обо всем этом до сведения главнокомандующего, но не дал, со своей стороны, никакого заключения о том, кому из этих лиц следовало бы отдать преимущество в выборе. Это устранение себя от выбора предпринимателей не спасло Аренса от нареканий и подозрений, но было чревато неблагоприятными последствиями для армии. Выбор остановился на товариществе «Грегер, Горвиц, Коган и Пашов», вследствие чего 28 марта Аренсу и был препровождён для рассмотрения проект контракта. Но уже на следующий день Аренсом был предложено, не ожидая составления договора, безотлагательно дать товариществу наряд на заготовление всех предметов довольствия для войск на время следования их через Румынию и на первые две недели по окончании сосредоточения. Это распоряжение было исполнено, и 2 апреля агенты товарищества уже отправились в разные места Румынии для закупок продовольствия для армии.
С первых же дней началась неурядица в устроенном через посредство товарищества способе продовольствия; частое изменение маршрутов, происходившее от порчи дорог наводнениями, имело результатом скопление войск в таких пунктах, где по наряду заготовлено было продуктов на несравненно меньшее число людей и лошадей или совершенно их заготовлено не было. Встречая на пути беспрестанные предложения жителями припасов, имея возможность сделать из них выбор, удовлетворяющий и условиям доброкачественности, и своевременности поставки, войска с неудовольствием видели себя обреченными на зависимость от товарищества и заявляли на него жалобы; товарищество же, в свою очередь, жаловалось на то, что войска уклоняются от получения продуктов из его складов.
Стремление Аренса внести какие-либо поправки, ослабить монополию товарищества и сберечь интересы казны посредством привлечения громадных запасов продовольствия из России — не увенчались успехом из-за неурядицы и неустройства на железных дорогах. Не удалось воспользоваться и обильным урожаем в Болгарии. Усиленные труды и заботы, сознание своего бессилия помочь делу продовольствия армии тяжело отозвалось на здоровье Аренса, и 25 октября 1877 года, вследствие его просьбы и по совершенно расстроенному здоровью, он был уволен в отпуск с возвращением на должность одесского окружного интенданта и награждён орденом св. Станислава 1-й степени.
В следующем году Аренс был отчислен от должности, с причислением к главному интендантскому управлению, и принял деятельное участие в работах по реорганизации интендантской части, составлению отчёта по русско-турецкой войне 1877—1878 годов, ревизии Главного интендантского управления и разработке вопроса о способах подготовки средств для сформирования дивизионных запасных транспортов.
Уволенный в 1883 году в запас чиновников интендантского ведомства с производством в тайные советники, Аренс остальную часть жизни посвятил работе по приведению в порядок своих мемуаров.
Умер 4 (17) мая 1900 года в Санкт-Петербурге, сохранив репутацию безукоризненно-честного человека, похоронен на Митрофаниевском кладбище.
Его мемуары «Заметки бывшего интенданта армии, тайного советника И. А. Аренса о довольствии её в турецкую кампанию 1877—78 гг.» были напечатаны в № 1—4 «Военного сборника» за 1910 год.
Сыновья Ивана Аполлоновича Аренса:
- Аполлон (1860—1916), генерал-майор, преподаватель Николаевской инженерной академии.
- Евгений (1856—1931), генерал флота, профессор Николаевской морской академии, после революции служил в РККФ.